# المسيح في الصحراء
المسيح في الصحراء (بالروسية: Христос в пустыне) هي لوحة للفنان الروسي إيفان كرامسكوي من عام 1872، تعكس أغراء المسيح. عرضت الأكاديمية الروسية للفنون على كرامسكوي درجة بروفيسور على هذه اللوحة، ولكن بعد أن علم ذلك في بداية عام 1873، رفضها (كان قد طرد من الأكاديمية في وقت سابق، واختار الحفاظ على «التزامه الشاب بالاستقلال عن الأكاديمية»). بعد ذلك، أصبحت واحدة من اللوحات المفضلة لبافيل تريتياكوف، الذي اشتراها لمعرضه غاليري تريتياكوف في العام الذي انتهى فيه الرسم.

## التاريخ
جذب موضوع إغراء المسيح كرامسكوي بالفعل في أوائل ستينيات القرن التاسع عشر. في تلك الفترة قام بعمل أول رسم تخطيطي للتكوين. يعود تاريخ النسخة الأولى من المسيح في الصحراء إلى عام 1867، ولكن تبين أنها لم تنجح. أدرك كرامسكوي أن اختيار التنسيق الرأسي كان غير مناسب. اختار الشكل الأفقي وقدم الصحراء الصخرية الباهتة في الخلفية. وصف كرامسكوي التاريخ المبكر للرسم في رسائله إلى الكاتب فسيفولود جارشين.

## أللوحة
المسيح في الصحراء هي إحدى لوحات كرامسكوي التي تحمل طابع يسوع، والأخرى هي ابتهج، ملك اليهود وهيروديا. استخدم كرامسكوي الألوان الباردة في المقام الأول لتعكس فجر البرد في الخلفية. صورة المسيح المدروسة، مرتدية لفافًا داكنًا وغلالة حمراء تحتها، تم إزاحتها قليلاً إلى يمين الوسط. كتب كرامسكوي: 
"على السؤال" هذا ليس المسيح، كيف تعرف أنه بدا هكذا؟ "، سمحت لنفسي بالرد" ولكن حتى المسيح الحقيقي لم يتم التعرف عليه ".
تؤكد اللوحة إنسانية المسيح من الاتحاد الأقنومي ويظهر عقله في صراع بدلاً من الفعل. لأن الأفق يقسم اللوحة إلى النصف تقريبًا، فإن شخصية يسوع تهيمن على مساحة الرسم وتتناغم مع البرية المؤخرة في نفس الوقت. باع كرامسكوي عمله إلى تريتياكوف مقابل 6000 روبل.

## الأستقبال
تلقت اللوحة ردود فعل واسعة وظهرت في المعرض الثاني لـ الهائمون عام 1873. كتب بافل تريتياكوف:
«لقد أحببت لوحة كرامسكوي كثيرًا … ولهذا السبب كنت أجتهد لشرائها، لكن الكثير من الناس لم يقدروه كثيرًا ولم يفعل الآخرون على الإطلاق. في رأيي، هذه أفضل لوحة في مدرستنا مؤخرًا؛ ربما أكون مخطئًا».
لاحظ الناقد فلاديمير ستاسوف أن «ملاحظة حزينة يتردد صداها بشكل معقول في المجموعة الفسيولوجية العامة للعمل». أوجزه فسيفولود جارشين 
«التعبير عن القوة الأخلاقية الهائلة والكراهية ضد الشر والعزم التام على محاربته».
وفقًا لإيفان غونشاروف، الذي كتب
«المسيح في الصحراء. لوحة للسيد كرامسكوي» «يبدو أن جسمه بأكمله قد تضاءل قليلاً عن شكله الطبيعي، منكمش، ليس من الجوع والعطش وسوء الأحوال الجوية، ولكن من البصيرة الداخلية اللاإنسانية لفكره وإرادته أثناء صراع قوى الروح والجسد».
كما أكد على أنه «لا يوجد شيء احتفالي، بطولي، منتصر - مصير العالم وجميع الأحياء في المستقبل مخفي في ذلك الكائن البائس الصغير، في مظهر فقير، تحت الخرق، في بساطة متواضعة، لا ينفصل عن الجلالة الحقيقية».